# Saint-Bonnet-en-Champsaur (tổng)
Tổng Saint-Bonnet-en-Champsaur là một tổng của Pháp nằm ở tỉnh Hautes-Alpes trong vùng Provence-Alpes-Côte d'Azur.

## Địa lý
Tổng này được tổ chức xung quanh Saint-Bonnet-en-Champsaur thuộc quận Gap. Độ cao thay đổi từ 839 m (Le Noyer) đến 3 164 m (La Motte-en-Champsaur) với độ cao trung bình 1 165 m.

## Hành chính
| Giai đoạn | Ủy viên            | Đảng | Tư cách |
| --------- | ------------------ | ---- | ------- |
|           | Jean-Yves Dusserre | UMP  |         |

## Các đơn vị cấp dưới
Tổng Saint-Bonnet-en-Champsaur gồm 18 xã với dân số là 6 059 người (điều tra năm 1999, dân số không tính trùng)
| Xã                        | Dân số | Mã bưu chính | Mã insee |
| ------------------------- | ------ | ------------ | -------- |
| Ancelle                   | 619    | 05260        | 05004    |
| Bénévent-et-Charbillac    | 260    | 05500        | 05020    |
| Buissard                  | 100    | 05500        | 05025    |
| Chabottes                 | 610    | 05260        | 05029    |
| Les Costes                | 140    | 05500        | 05043    |
| La Fare-en-Champsaur      | 413    | 05500        | 05054    |
| Forest-Saint-Julien       | 218    | 05260        | 05056    |
| Les Infournas             | 24     | 05500        | 05067    |
| Laye                      | 212    | 05500        | 05072    |
| La Motte-en-Champsaur     | 177    | 05500        | 05090    |
| Le Noyer                  | 222    | 05500        | 05095    |
| Poligny                   | 230    | 05500        | 05104    |
| Saint-Bonnet-en-Champsaur | 1 466  | 05500        | 05132    |
| Saint-Eusèbe-en-Champsaur | 143    | 05500        | 05141    |
| Saint-Julien-en-Champsaur | 275    | 05500        | 05147    |
| Saint-Laurent-du-Cros     | 421    | 05500        | 05148    |
| Saint-Léger-les-Mélèzes   | 228    | 05260        | 05149    |
| Saint-Michel-de-Chaillol  | 301    | 05260        | 05153    |

## Biến động dân số
| 1962                                                     | 1968  | 1975  | 1982  | 1990  | 1999  |
| -------------------------------------------------------- | ----- | ----- | ----- | ----- | ----- |
| 5 139                                                    | 5 482 | 5 411 | 5 432 | 5 648 | 6 059 |
| Nombre retenu à partir de 1962 : dân số không tính trùng |       |       |       |       |       |